# Hoplostethus mento
El pez guadaña común es la especie Hoplostethus mento, un pez marino de la familia traquictiídeos, distribuida por la costa este del océano Pacífico, desde Panamá hasta Valparaíso (Chile).
No tiene ningún interés pesquero y no se encuentra en los mercados. Es inofensivo
El cuerpo comprimido y color oscuro, alcanza una longitud máxima de 12 cm.
Es un pez batipelágico que vive sedentario pegado al sustrato a gran profundidad.